# Копенгагенская ратуша
Копенгагенская ратуша (дат. Københavns Rådhus) — административное здание, место заседаний Муниципального совета и мэрии Копенгагена.
Первая (1479) и вторая (1728) ратуши Копенгагена пострадали от городских пожаров 1728 и 1795 гг. соответственно. С 1815 году в Нюторве было построено здание, где кроме городского совета располагался (и до сих пор располагается) суд.
Современное здание ратуши построено в 1893—1905 гг. в центре Копенгагена в стиле «северный модерн» по проекту архитектора Мартина Нюропа, взявшего за основу дворец Палаццо Пубблико в Сиене. Высота часовой башни достигает 105,6 м, это до сих пор одно из высочайших строений города. К ратуше примыкает крупная Ратушная площадь.